# Vinzenz Maria Gredler
Vinzenz Maria Gredler était un frère dominicain et un naturaliste autrichien, né le 30 septembre 1823 à Telfs (Innsbruck) et mort le 4 mai 1912 à Bozen (aujourd'hui Bolzano). 

## Biographie
Gredler fait d’abord des études classiques (de 1835 à 1841) puis philosophiques et théologiques (de 1842 à 1848). Il enseigne les sciences naturelles au Gymnasium d’Hall de 1848 à 1849. Sans autre diplôme, il soutient et obtient un diplôme d’histoire naturelle. Il est enseignant et directeur du Gymnasium des pères franciscains à Bolzano de 1849 à 1901.
Il fait paraître 338 publications sur des sujets variés : géologie, minéralogie, botanique, zoologie (mammifères, oiseaux, reptiles, amphibiens, mollusques, insectes), art, anthropologie, histoire, etc. Il fait de nombreuses excursions naturalistes dans le Tyrol et constitue une riche collection ; il reçoit l’aide de séminaristes et de ses élèves. Celle-ci est aujourd’hui conservée au muséum du gymnasium de Bolzano (ou Museo Tirolese di Scienze Naturali del Ginnasio dei Padri Francescani).

## Sources
- Cesare Conci et Roberto Poggi (1996), Iconography of Italian Entomologists, with essential biographical data. Memorie della Società entomologica Italiana, 75 : 159-382.
- Pietro Lorenzi & Silvio Bruno (2002). Uomini, storie, serpenti contributi alla storiografia erpetologica del Trentino-Alto Adige e Dintorni. Annali del Museo Civico di Rovereto, 17 : 173-274.